# 动画
| 这个动画以每秒10帧的速度移动。弹跳球动画(上图)由这六帧组成。 图1 每秒10帧的动画 | 这个动画以每秒2帧的速度移动。弹跳球动画(上图)由这六帧组成。 圖2 每秒2幀的動畫 |

动画是一种通过连续播放静止图像（帧）——从而使人误以为图像或物体在活动——产生视觉残像的错觉的艺术形式及其相关视频技术。
其画面的制作方式，最常见的是手绘在纸张或赛璐珞片上，其它的製作方式还包含了運用黏土、模型、纸偶、沙画、電腦等。
由于电脑科技的进步，现在也有许多利用电脑动画软件，直接在电脑上制作出来的动画，或者是在动画制作过程中使用电脑进行加工的方式，这些都已经大量运用在商业动画的制作中。
通常动画是由大量密集和乏味的劳动产生，就算在电脑动画科技得到长足进步和发展的现在也是如此。

## 概要
「Animation」動畫一詞來自動畫文創產業技術的發源地法國發明家埃米爾·雷諾的「Animated」，指栩栩如生、正在動的圖像。後來人們將書刊、電影、電子軟體、音樂錄影帶、電視廣告進行改編、原創和後製特效，利用動畫的技術製作呈現。動畫產業的有關工作者稱為「動畫師」，是從事動態畫面製作的職業名稱。然而動畫在現今也廣泛運用在各行各業，如影視業、科技業等，與藝術、設計有密切的關係。

## 历史

### 史前時期

被焚之城的山羊陶碗

从文明开始，人类就使用各种图像形式来记录物体动作和时间的过程。
法国考古学家普度欧马（Prudhommeau）在1962年的研究报告指出，两万五千年前旧石器时代的石洞壁画上，就画有一系列的野牛奔跑分析图，壁画上的动物被叠加了多条腿，用来表现某个被分解的动作，是人类试图用笔（或石块）捕捉凝结动作的最早证据。

### 遠古信史時代
同样的例子，出现在如埃及墓画、希腊古瓶上的连续动作分解图。在一张图画上把不同时间发生的动作画在一起，这种“同时进行”的概念间接显示了人类“动”的欲望。列奥纳多·达·芬奇有名的黄金比例人体几何图上所绘的四只胳膊，就表示双手上下襬动的动作。
另一个例子是发现于伊朗被焚之城的绘有山羊的五幅图画的陶碗上。旋转碗的时候，可以看到这个山羊朝一棵梨树上跳去。这也可以视为一个早期动画的例子。不过，在没有专用的设备来表现这些带有连贯动作的图像前，单独的动作分解图像是不能被称为真正意义上的动画的。

### 中世紀
中国的绘画史上，艺术家一向有把静态的绘画赋予生命的传统，如“六法论”中主张的气韵生动、《聊斋》的“画中仙”中人物走出卷轴等，大抵上是靠想像力来弥补动态。真正发展出使图上画像动起来的工夫，还是在遥远的欧洲。

### 文藝復興至18世紀
早期比较流行的设备包括费纳奇镜、活动视镜（Praxinoscope，亦有译成“实用镜”），十六世纪的西方出现的手翻书，以及中国早期的西洋镜（zoetrope）。虽然通过这些技术手段可以使连续的图像产生类似动画的视觉效果，但在电影摄影出现之前，动画并没有太大的发展。手翻书的雏形，这和动画的概念也有相通之处。

### 19世紀末電影業的興起
动画制作技术的发展得益于19世纪电影摄影技术的发展，在这一时期，由于有许多人所做的工作，都可以归类为动画作品的创作，所以我们很难找出一个单独的人，做为电影动画的创造或是发明者。但可以把通过他们使用的手段，来将他们归于某些动画制作技术的先驱。
乔治·梅里爱（Georges Méliès）做为电影特殊效果的创造者，在他的电影作品中混用了定格动画技术。这项技术是在他拍摄电影中因为一次意外偶尔发现的，对后来动画的推进起到了很大的作用，同时也被大量的用于早期电影中表现一些特殊效果。
现存最早的定格动画广告电影是亞瑟·墨爾本·庫伯（Arthur Melbourne Cooper）拍摄的短片An Appeal（1899），裡面混用了定格动画技术。
詹姆斯·斯图尔特·布莱克顿可能是美国电影制作者中最早使用定格动画技术，以及手绘动画的人。他的作品如《奇幻的图画》（The Enchanted Drawing,1900）结合了图画和影片；另一个作品《滑稽臉的幽默相》（Humorous Phases of Funny Faces,1906）则通常被认定为世界上第一个真正的动画作品，而布來克頓也被认为是第一个真正的动画师。
法国艺术家埃米里·科爾在1908年制作了一部影片《幻想曲》，影片的视觉风格类似粉笔画，但实际是用铅笔绘制在纸上的。影片中的部分片段合成了现实的场景。这部影片使用了后来被称为传统动画的制作技术，影片首先将情节按帧绘制在纸上，然后再将每一帧摄制到电影负片上，所以这部影片的背景看起来像是黑板。
在随后的时间裡，更多的艺术家开始涉及动画领域，其中包括温瑟·麦凯，他是细节动画（detailed animation）的发明者。这种类型的动画因为工作量巨大而需要多个动画师合作来完成，同时还要花相当多的时间来注重动画的细节，每一帧的背景和角色都需要精准地重画，同时动画中的角色的动作被设计了动画。他最著名的作品有《小尼莫》（Little Nemo，1911）、《恐龙葛蒂》（1914）、《卢西塔尼亚号的沉没》（1918）等。

### 20世紀20年代至二戰時期
首套有聲動畫，華特·迪士尼的汽船威利号。首套動畫長片，白雪公主。

## 技术

### 传统动画
传统动画（Traditional animation），也被稱為帧动画（Frame animation），手绘赛璐珞片為主要製作形式，例如一個動作拆解為微小差異，以一帧帧（图像）在静态的画面上逐一替换，以创建运动的错觉，是一种较为通行的动画形式和制作手段。在20世纪时，大部分的电影动画都以传统动画的形式的制作。传统动画表现手段和技术包括全动作动画（Full animation）、有限动画（Limited animation）、转描机技术（Rotoscoping）等。
- 全动作动画又称全动画、全动作动画（Full Animation），是传统动画中的一种制作和表现手段。虽然从字面上来看，全动画是指在制作动画时，精准和逼真地表现各个动作的动画；但同时，这种类型的动画对画面本身的质量有非常高的要求，追求精致的细节和丰富的色彩。所以这种类型的作品往往拥有非常高的质量，但制作时也非常的耗时耗力。在早期没有用到赛璐珞的时候，有的作品在制作时甚至要非常精确并且不断的重复绘制作背景。所以有时制作这种类型的动画，将会是一个非常庞大的工程。迪士尼有很多的早期动画作品都是这方面的代表。华纳兄弟早期也有些这方面的作品。类似的作品还包括《美国鼠谭》（An American Tail,1986）與《铁巨人》（1999）。
- 有限动画（Limited animation），也有将其称为限制性动画，这是一种有别于全动画的动画制作和表现形式。这种类型的动画较少追求细节和大量准确真实的动作。画风简洁平实、风格化，强调关键的动作，并配上一些特殊的音效来加强效果。这种类型的动画在成本、时耗等各个方面都比全动画低很多。有限动画改变了过去的动画风貌，开创了新的动画艺术表现形式。这种形式的动画在制作上相对粗糙，但便于大规模制作，并将表现中心从画面移动讲故事上，所以非常适合于制作电视动画，以致于这形式的动画在电视大流行时也快速成长，并对日本动画产生了非常大的影响。早期的日本动画几乎全是这种类型。这种动画后来导致了另一种动画形式的产生，一种介于全动画和有限动画之间的动画形式。比如动画片《猫和老鼠》，在动作上你可以注意到他们的动作比有限动画的动作丰富，但动作的速度却非常快，那是因为他们经常用八格来画动画。有限动画系列的代表公司是美国联合制片公司（United Productions of America,UPA），这个公司的创办人是1941年迪士尼动画厂罢工事件后从迪士尼出走的动画师。他们的代表作包括《Gerald McBoing-Boing》（1950）等。另外，披头士的MTV动画作品《黄色潜水艇》（Yellow Submarine）也属于这种类型。
- 转描机（Rotoscoping）是一种动画制作时所使用的技术。早期的动画巨大的工作量和对动作的把握导致动画制作的时间非常的巨大。于是这种技术就出现了。这种技术的原理是，将现实生活中的真实运动对象（比如走路的人）事先拍摄成胶片，然后在胶片上盖上纸（或者是赛璐珞），然后将这个运动重新用笔画下来。通过这种类似于描红的技术可以利用很少的时间来画出非常逼真的动作以及动画效果。这个技术被广泛的运用在早期的动画制作中，《白雪公主》及中国最早的长篇动画万氏兄弟公司出品的《铁扇公主》裏也用到过这个技术。现在这个技术一样的被用于电影、MTV、电视广告的制作上。但操作工具则可能被代替为计算机和手写板。著名的作品包括《Waking Life》。

### 定格动画
定格动画（StopMotion）是一种以现实的物品为对象，同时应用摄影技术来制作的一种动画形式。中文可以称为静格动画，或者静止动画等等。这种动画根据物品使用的材质可以分为粘土动画（Clay animation），剪纸动画（Cutout animation），图像动画（Graphic animation），模型动画（Model animation），实体动画（Object animation），真人电影动画（Pixilation），木偶动画（Puppet animation）。这些类型中另有细分。定格动画有别于传统动画和电脑动画，具有非常高的艺术表现性和非常真实的材质纹理。制作时，先对对象进行摄影，然后改变拍摄对象的形状位置或者是替换对象，再进行摄影，反复重复这一步骤直到这一场景结束。最后将这些照片（胶片）连在一起，形成动画。这种动画的制作技术也被称为帧到帧（frame to frame）或者称为位到位（postion to postion）.
- 黏土动画（Clay animation）使用黏土，或者是橡皮泥甚至是口香糖这些可塑形的材质来制作的定格动画。一般这种类型的动画是利用黏土的可塑，直接在黏土上进行变化操作来达到动画效果，但有时也会在已经做好形状的黏土角色中加上铁丝的骨架，以便角色能够方便的做出一些造型或者姿势。在这一点上有些类似于木偶动画。比较著名的作品包括阿德曼动画（Aardman Animations）的超级无敌掌门狗（Wallace and Gromit）等。
- 剪纸动画（Cutout animation）以纸或者是衣料为材质制作的定格动画，在视觉上通常表现为二维平面。这种类型的动画作品包括蒙提·派森的飞行马戏团(Monty Python's Flying Circus，英国，1969-1974)、奇幻星球（Fantastic Planet，法国，1973）、故事裡的故事（Tale of Tales，俄国，1979）等。动画连续剧南方公园在影像的风格上对这种类型的动画进行了模仿。
  - 轮廓剪影动画（Silhouette animation）属于剪纸动画的一种定格动画。这种动画在影像上表现为背光并且只能看到黑色的轮廓剪影。灵感来源于欧洲早的皮影戏。作品的影像往往前景颜色较深，背景较浅。前景的材质则往往是纸板。比较著名的作品有：阿基米德王子历险记(The Adventures of Prince Achmed，德国，1926)。
- 图像动画（Graphic animation）使用非绘画类型的平面图像制作的定格动画。材质可以是报纸，杂志上的各种图画，照片，剪报等等。这种类型的动画经常被混合到其他的动画或者是电影中。在制作动画时，可以用拍摄一帧帧变化的图像来制作运动效果。也可以保持图像不动而移动摄像机来制作屏幕上的运动效果。这种类型的动画和传统动画以及纸绘动画在概念上有很大的联系，但在技术上仍然归属于定格动画。该类型的动画作品有Frank Morris于1973年的奥斯卡获奖短片Frank Film。
  - 直接绘制动画（Direct manipulation animation）这种动画虽然被认为是定格动画的一种，但它和传统的平面手绘动画之间，也存在很大的联系。因为他们都是以绘画来表现影像。直接绘制动画是在制作上，采用边画边拍摄记录下的方式，主要是表现为一个画面（或者是一个动作）绘制出来的过程。但在这个过程中，因为没有绘画者出现在影像中，所以这个画面（或是动作）就好像是自己画出来的一样。而传统动画则是全部画完以后一起拍摄。虽然从影像上，传统的手绘动画也可以模仿这种动画的影像风格，但由于这个类型的动画的制作方法和定格动画的制作方法一样，所以在技术上，仍属于定格动画。直接绘制动画的作品有布雷克顿（J. Stuart Blackton）于1906年制作的《滑稽脸的幽默相》（The Humorous phases of Funny Faces）这个作品用粉笔在黑板上制作。
- 模型动画（Model animation）以制作好的模型为对象来制作的定格动画。这种技术最早是用于早期的电影拍摄中。它可以将无生命的物体通过动画模拟成现实世界中的一些特殊物体，用来与电影中的演员进行虚拟的互动，来制作带有幻想风格的影片。著名的电影作品《金刚》（1933年）裡的金刚就使用了这种动画技术。
  - GO motion是模型定格动画中的一项制作技术。这种技术可以使是物体在影像中产生运动模糊的效果。而在传统的定格动画中，由于在拍摄时物体是静止的，所以是不会产生这种效果的。实现方法是在摄像机快门开启之前沿一个方向，轻微的移动这个物体，使这个物体在胶片上留下边缘模糊的影像。这个技术是由光影魔幻工业和菲尔·蒂皮特（Phil Tippett）共同开发，以用于星球大战V：帝国反击战的特殊效果。
- 实体动画（Object animation）使用积木，玩具，娃娃等来制作的定格动画。因为这种动画不使用可以塑造或者是变形的材质如黏土，蜡等来做为材质，所以他不同于黏土动画。同时，这种类型动画中出现的角色，在形像上通常不带有明显的人物或者是动物的特征而是使用类似于锡兵，建筑玩具，或者是乐高积木这些在形像上无生命的物体，因此它也不同于模型，或者是木偶这两种经常使用带明显角色特征的定格动画。实体动画经常混合在其他类型的定格动画中。同时这种类型的动画也时常出现在早期的电影中。
- 真人电影动画（Pixilation）使用人做为动画角色的一种定格动画。这种动画的形式和电影比较难区分，在以人做为动画中的素材的同时，也经常会配上一些无生命的物体，以达到一些超现实主义风格的效果。这些效果包括人物突然的消失或者出现在画面中，或者是使人看起来像是在路上滑行。在早期的电影中制作时，对于一些特殊的效果表现，定格动画是最好的解决办法之一。早期的实验性电影中经常可以看到这种类型的动画。加拿大的诺曼·麦克来恩（Norman McLaren）制作的动画椅子（chair），邻居（Neighbours），以及他在加拿大电影局（NFBC）的部分实验短片就属于这种类型。
- 木偶动画（Puppet animation）以立体的木偶来制作的定格动画，是由木偶戏发展而来。木偶动画中使用的木偶在制做时就会被赋予可以运动的关节，或者是类似于骨骼的一样骨架，所以可以比较方便的制作动画中所需要表现的各种动作。现在的木偶动画也彩金属的骨骼，将他们放在角色的身体中，类似可以运动的模型。（制作时是先做骨骼，再在其外面加上头部，躯干以及四肢）这种技术是现代定格动画中较为常用的技术。代表作品有圣诞夜惊魂、地獄新娘。
  - Puppetoon这是木偶动画中的一项制作技术。采用可以替换部位的模型，用模型替换部位的不同来表现动画中的动作。在拍摄时先拍先一帧然后将模型的某个部位替换上相应的其他部位（比如将一张生气的脸替换成一张大笑的脸），然后再拍摄。这项技术常混合在其他定格动画中，用来制作诸如角色的表情等的动画。在拍摄时，需要提前先制作好相应的各个部分。

### 电脑动画
电脑动画（Computer Animation），是借助电脑来制作动画的技术。电脑的普及和强大的功能革新了动画的制作和表现方式。由于电脑动画可以完成一些简单的中间帧，使得动画的制作得到了简化，这种只需要制作关键帧（keyframe）的制作方式被称为「Pose to pose」。电脑动画也有非常多的形式，但大致可以分为二维动画和三维动画两种。

#### 二维动画
二维动画也称为2D动画。借助计算机2D位图或者是矢量图形来创建修改或者编辑动画。制作上和传统动画比较类似。许多传统动画的制作技术被移植到电脑上。比如渐变，变形，洋葱皮技术，转描机等。二维电影动画在影像效果上有非常巨大的改进，制作时间上却相对以前有所缩短。现在的2D动画在前期上往往仍然使用手绘然后扫描至计算机或者是用数写板直接绘制作在计算机上（考虑到成本，大部分二维动画公司采用铅笔手绘），然后在电脑上对作品进行上色的工作。而特效，音响音乐效果，渲染等后期制作则几乎完全使用电脑来完成。一些可以制作二维动画的软件有包括Animate、After Effects、Premiere等，迪士尼在1990年代开始以电脑来制作2D动画。并且他们把以前的作品重新用电脑进行了上色。

#### 三维动画
三维动画也称为3D动画。基于3D电脑图形来表现。有别于二维动画，三维动画提供三维数字空间利用数字模型来制作动画。这个技术有别于以前所有的动画技术，给予动画者更大的创作空间。精度的模型，和照片质量的渲染使动画的各方面水準都有了新的提高，也使其被大量的用于现代电影之中。3D动画几乎完全依赖于电脑制作，在制作时，大量的图形计算机工作会因为电脑性能的不同而不同。3D动画可以通过电脑渲染来实现各种不同的最终影像效果。包括逼真的图片效果，以及2D动画的手绘效果。三维动画主要的制作技术有：建模、渲染、灯光阴影、纹理材质、动力学、粒子效果（部分2D软件也可以实现）、布料效果、毛发效果等。著名的3D动画工作室包括皮克斯、藍天工作室、夢工廠等。软件则包括3ds Max、Blender、Maya、LightWave 3D、Softimage XSI等。

#### 其他电脑动画技术
电脑动画制作技术通过计算机得到了很大的延伸。很多技术不仅用在动画制作上，还用在电视、电影的制作上。这些技术包括卡通渲染动画（cel-Shading/Toon Shading Animation）、动作捕捉（Motion capture）、色鍵（Chroma key）、非真实渲染（Non-photorealistic rendering）、骨骼动画（Skeletal animation）、目标变形动画（Morph target animation）、模拟（Simulation，模拟风、雨、雷、电等）。另外亦有使用位图或矢量图形製成的小動畫，互联网上主流的格式是位图GIF。

### 其他动画制作技术
- 胶片绘制动画（Drawn on film animation）直接在电影胶片上进行绘制的动画制作技术，也被称为直接动画（direct animation）或者是无摄像机动画（animation without camera），以区别于其他需要一帧帧拍摄图像或物体的动画形式。是早期动画的一种制作方式，也被用于早期的电影中。因为这种技术可以使动画中的角色出现在现实的影像中，类似于合成技术。作品有逃出墨水瓶（out of ink）。
- 玻璃動畫（Paint-on-glass animation）在玻璃片上绘制作动画。一般采用一些油画的颜料来制作，用时也会用一些树胶水彩画。俄国的亚历山大·彼得罗夫是使用这方面技术有名的动画师，他大约有这种技术拍了七部电影，并且都获得一些奖項。
- 針幕動畫（Pinscreen animation）针幕动画使用一块有许多可以活动的针的板，然后通过不同的针的上升下降来实现动画效果。这种动画技术可以实现一些传统动画比较难实现的质地效果。
- 沙动画（Sand animation）用沙为材料，在一块打前光灯或者是背光的玻璃上用沙子来绘制各种图像，然后做为帧拍摄下来，以制作动画。沙动画在影像上风格独特，有其他动画比较难表现的效果。
- 手翻书（Flip book）手翻书是一个带有一系列连贯动作图像的书。当书页被快速翻阅时，看到的图像会因此视觉残留现象而出现动画效果。手翻书一般是针对儿童的，但也有面向成人的采用一系列照片而不是图像的手翻书。手翻书有时也会出现在一般的书或者是杂志的附刊中，或者是页角上。

## 工业
以下主要指日本动画及美國動畫工业。动画制作是非常繁琐而吃重的工作，分工极为细致。
動畫傳播媒體影視產業很少單純只由一個國家或公司的人來製作，而是會將其外包給其它合夥的國家、動畫製作公司，或是承接訂單代工的方式進行製作。所以，動畫的影視產業幾乎都是合作製造而成，除非公司的人數真的足夠來獨立製作完成該動畫作品。

### 美國動畫工業

##### 製前準備，又名前期製作（Pre-production）
- 原作（Original Author）、原案（Draft）
- 連載（Serialization）
- 製作（Production）
- 企劃（Planning）
- 企劃協力（Planning Cooperation）
- 製作人（Producer）
- 助理製作人（Assistant Producer）
- 公关（Public Relations）

設定部門（Design Department）
- 人物設定
- 機械設定
- 背景設定
- 色彩設定（Art Design）

劇本部門（Script Department）
- 劇本統籌（Series Composition）
- 劇本編劇（Scenario）

導演部門（Direction Department）
- 導演（Director）
- (電視動畫)單集導演（Episode Director）
- 助理導演（Assistant Director）
- 監製（Assistant Director）
- 監（Supervising Director）

#### 製作（Production）
- 製作管理（Production Supervisor）
- 專案經理（Production Manager）
- 助理專案（Assistant Production Manager）
- 製作進度（Production Progression）
- 紀錄（Documentation）

動畫部門（Animation Department）
- 首席動畫師（Chief Animator）
- 作畫監（Supervising Director of Animation）
- 總作畫監督（Chief Animation Supervisor）
- 作畫監督（Animation Supervisor）
- 作畫監督助手（Assistant Animation Supervisor）
- 關鍵影格（Key Animation）
- 分鏡表（Storyboard）
- 構圖（Layout）
- 中間影格（In-Between Animation）
- 主題歌（Themes）
  - 開場（Opening Theme）
  - 結束（Ending Theme）
  - 中間插曲（Insert Songs）
  - 廣告前畫面/廣告後畫面（Eyecatch）

CG部門
- CG導演（CG Director）
- CG進行（CG Manager）
- 數位美術師（Digital Artist）
- CG動畫師（CG Animator）

美術部門（Art Department）
- 首席設計師（Chief Designer）
- 美術導演（Art Director）
- 美術指導設定（Art Supervisor-Design）
- 色彩指定（Color Coordination）
- 完成進行（Touch-up Progression）
- 數位上色（Digital Coloring）
- 美術執行（Art Progression）
- 背景（Backgrounds）
- 最後加工（Finishing Touches）
- 最後檢查（Finishing Inspection）

#### 後期作業，又名後期製作（Post-production）
音響部門（Audio Department）
- 音響指導（Audio Director）
- 錄音（Recording）
- 演技事務（Talent Coordination）
- 音效（Sound Effects）
- 選曲（Music Selection）
- 音響製作（Audio Production）
- 音樂（Music）
- 配音（Voice Performances）

影像部門（Visual Department）
- 特殊效果（Special Effects）
- 數位特殊効果（Digital Special Effects）
- 攝影（Photography）
- 數位攝影（Digital Photography）
- 編輯（Editing）
- 線上編輯（Online Editing）
- HD編輯（HD Editing）

數位影帶（Digital Film Mastering）
- 檢查（Inspection）
- 追查（Tracing）
- 母帶製作（Digital Mastering）
- 試映、試播、測試（Pilot）
- 協力（In Cooperation With）

#### 發行
製作發行（Film Development）
- 電視動畫、電視長篇特別動畫、劇院電影動畫、OVA動畫、ONA動畫

宣傳（Publicity）

### 日本動畫工業
日本及其他國家的動畫工業製作，大多向美國學習，流程和內容與美國動畫工業沒甚麼大差異。
制前，又名前期製作：
- 企划、
- 人物设计、服饰设计
- 色彩设计、背景设计
- 音乐设计
- 机械设计、小物设定

制作：
- Layout、分镜表
- 作畫：原画、中割(或稱為中間畫)
- 色彩设计、色彩指定
- 上色、摄影
- 配音、录音

制后，又名後期製作：
- 剪辑
- 试映

发行
- 电视动画
- 電視電影動畫
- 剧场版动画
- OVA

详细制作人员介绍请参见动画术语。

## 外部連結
- Animation: An Interdisciplinary Journal （页面存档备份，存于）（英文）
- Experimental Animation Techniques（英文）